# 穆罕默德·伊克巴勒
穆罕默德·伊克巴勒（1877年11月9日—1938年4月21日，或译穆罕默德·伊克巴尔），印度穆斯林诗人、哲学家政治家，其波斯语和乌尔都语诗作被认为是近现代印度文學的最佳作品之一。此外，伊克巴勒的伊斯兰宗教和政治哲学理论也很有名，被誉為首个提出印度穆斯林建立独立国家的人，启发了巴基斯坦的成立。他常被称为阿拉马·伊克巴勒（“阿拉马”意为“学者”）。他的两個民族理論成為巴基斯坦立國依據。